# محمود الليثي (مغني)
 محمود الليثي (09 فبراير 1983 -)، مغني وملحن وممثلومؤلف مصري. ولد عام 1979. بدأ مسيرته الفنية في عام 2004 عبر أول ألبوم إنتاج عصفورين هاي ميوزك ثم أطلق ثاني ألبوم له في 2005 باسم «يا رب»، وفي 2015 حاز علي جائزة أفضل مطرب شعبي في مصر.

## حياته
ولد محمود سمير الليثي الديب في 12 يونيو 1979 بمدينة الإسكندرية بمصر، التحق بالجامعة العمالية ، إلا أنه أتجه إلى طريق الغناء. وهو مطرب شعبي مصري، شارك في عدة أفلام سينمائية بالغناء وأحياناً التمثيل، وله أيضاً 5 ألبومات غنائية، وتم اختياره كأفضل مطرب شعبي في حفل الميما عام 2015.
بداء مشواره الفنية في الأفراح الشعبي إلى أن أتيح له الفرصة وأطلق أول ألبوم ليه وهو عصفورين، ثم انتج ألبوم يا رب ومن أشهر أغانيه موال الأنبياء والست لما وغيرها.

## المسيرة الفنية

### مجال الغناء
- عصفورين: أول البوم غنائي للمطرب محمود الليثي عام 2004 باسم عصفورين إنتاج شركة هاي ميوزك.
- يا رب: وفي عام 2005 أطلق محمود الليثي ثاني البوم له باسم «يارب» وكان أيضاً من إنتاج شركة هاي ميوزك.
- كان في ولد: وفي عام 2006 أطلق محمود الليثي ثالث البوم له باسم «كان في ولد» وأيضاً إنتاج من شركة هاي ميوزك.
- سوق البنات: وبعد غياب 5 سنوات أطلق محمود الليثي رابع البوم له باسم «سوق البنات» واشتركت الأغنية الرئسية للألبوم في فيلم شارع الهرم وتخطت حاجز 22 مليون مشاهدة على موقع يوتيوب.

### مجال التمثيل

#### الأفلام
- 2008: كباريه
- 2009: ابقى قابلني
- 2011: شارع الهرم
- 2012: حصل خير
- 2012: عبده موتة
- 2013: عش البلبل
- 2013: كلبي دليلي
- 2014: عمر وسلوى
- 2014: سالم أبو أخته
- 2015: عيال حريفة
- 2015: الليلة الكبيرة
- 2016: عشان خارجين
- 2016: حسن وبقلظ
- 2016: الماء والخضرة والوجه الحسن
- 2016: أبو شنب
- 2016: 30 يوم في العز
- 2017: يجعلو عامر
- 2017: أمان يا صاحبي
- 2018: قلب أمة
- 2018: علي بابا
- 2018: بيكيا
- 2019: إنت حبيبي وبس

#### المسلسلات
- 2011: سمارة
- 2015: لما تامر ساب شوقية
- 2015: يوميات زوجة مفروسة أوي (ج1)
- 2016: الطبال: ضيف شرف
- 2017: شاش في قطن
- 2017: رمضان كريم
- 2018: واكلينها والعة (سبع صنايع)
- 2018: نسر الصعيد
- 2018: لعنة كارما
- 2019: شقة فيصل
- 2019: الواد سيد الشحات
- 2020: عمر ودياب
- 2021: فارس بلا جواز
- 2021: اللعبة 2: ليفل الوحش
- 2022: الفرح فرحنا

#### المسلسلات الإذاعية
- 2017: كابتن فرشيحة
- 2018: الكابو

## الجوائز التي حصل عليها
- جائزة (أفضل مطرب شعبي في مصر في حفل ميما) 2015 و2013 و2017.

## وصلات خارجية
- محمود الليثي علي موقع السينما